# ایستگاه راه‌آهن ساری کیز
ایستگاه راه‌آهن ساری کیز (انگلیسی: Surrey Quays railway station) یک ایستگاه راه‌آهن در شهر لندن، انگلستان است.
این ایستگاه که در ناحیه ساری کیز قرار دارد در سال ۱۸۶۹ میلادی تأسیس شده و جزئی از خط جنوب و خط شرق متروی زمینی لندن است.